# Creta di Aip
Creta di Aip (niem. Trogkofel) – szczyt w Alpach Karnickich. Leży na granicy między Włochami (prowincja Udine) a Austrią (Karyntia). Ze szczytu można podziwiać między innymi (oprócz Alp Karnickich): Alpy Julijskie, Dolomity, Wysokie Taury oraz Alpy Gailtalskie.
Pierwszego wejścia w 1886 r. dokonali J. Biebl i C. Prochaska.